# Gaimardia setacea
Gaimardia setacea là một loài thực vật có hoa trong họ Centrolepidaceae. Loài này được Hook.f. mô tả khoa học đầu tiên năm 1853.